# Белоградский, Григорий Григорьевич
Григорий Григорьевич Белоградский (1772—1851) — генерал от инфантерии, член генерал-аудиториата.

## Биография
Григорий Белоградский родился в 1772 году в Полтаве, происходил из дворян Полтавской губернии; по другим источникам родился в Крымском ханстве, происходил из крещёных крымских татар. 5 января 1790 года, на семнадцатом году жизни, Белоградский закончил прохождение курса наук в Шкловском кадетском корпусе и поступил на военную службу подпоручиком в Екатеринославский кирасирский полк, в котором проходил её до чина подполковника. Участвовал в русско-турецкой войне 1787—1792 годов и в польском походе 1794 года.
В 1801 году по прошению уволен от службы. С 1805 по 1810 год служил по комиссариатскому ведомству в Дубне и Финляндии. 15 сентября 1811 года вернулся к военной службе, был назначен в лейб-гвардии Преображенский полк и, числясь в нём, был назначен директором госпиталей при действующей армии, 26 октября 1811 года произведён в полковники. Во время Отечественной войны 1812 года и Заграничных походов 1813 и 1814 годов Белоградский заведовал госпитальными службами всех действующих армий.
5 апреля 1814 года произведён в генерал-майоры, 3 ноября 1828 года назначен председателем полевого аудиториата 1-й армии, 14 апреля 1829 года получил чин генерал-лейтенанта, 3 июня 1835 года занял должность члена генерал-аудиториата Военного министерства, 17 марта 1845 года произведён в генералы от инфантерии.
Высочайшим приказом от 10 февраля 1849 г. Белоградский отставлен от службы, а затем, во исполнение Высочайшего повеления, изложенного в указе Святейшего синода от 17 февраля того же года, помещён в Коневецкий монастырь «на покаяние». Там Белоградский умер 9 февраля 1851 г. и погребён. Причины, вызвавшие прекращение служебной карьеры Белоградского и заключение в монастырь, остаются невыясненными, в литературе упоминаются лишь некие «предосудительные поступки».

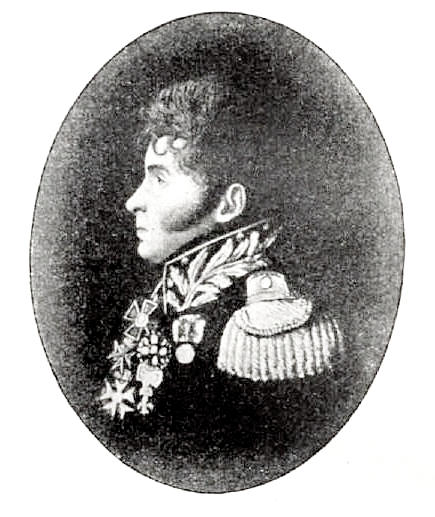
Г. Г. Белоградский
Рисунок из «Военной энциклопедии»

Белоградский был кавалером ордена Святого Георгия 4-й степени, пожалованного ему 26 ноября 1823 года за беспорочную выслугу 25 лет в офицерских чинах (№ 3696 по кавалерскому списку Григоровича — Степанова). Среди прочих наград имел российские ордена Белого Орла, св. Анны 1-й степени с императорской короной, св. Владимира 2-й степени, а также некоторые иностранные: «Pour le Mérite» (Пруссия) и Почётного Легиона (Франция).
Белоградский известен как один из крупных военных благотворителей. Близко наблюдая в госпиталях сцены страдания и смерти офицеров и видя, как герои-отцы в предсмертной агонии призывали и заочно благословляли вдали оставленных детей, он, хотя сам и не имевший детей, скорбел всей душой. Для круглых сирот, детей штаб- и обер-офицеров, по последней воле Белоградского, в оставленном им Санкт-Петербурге по духовному завещанию доме, должен быть устроен приют. Много прошло времени, однако, пока воля завещателя, после немалых хлопот, вследствие судебной волокиты, была осуществлена. Только к концу 1890-х годов начал функционировать задуманный Белоградским приют.
17 ноября 1893 г. Санкт-Петербургской городской думой была утверждена инструкция, согласно которой в городской Сиротский дом имени Белоградского принимаются дети офицеров, круглые сироты, мальчики и девочки не старше 10 лет. Здесь они получают первоначальное образование. Затем управа ходатайствует о приёме детей в корпуса, гимназии, институты и другие учебные заведения на казённый счёт. Дети, окончившие подготовительное образование и поступившие приходящими в средние учебные заведения, продолжают жить до своего выпуска в Сиротском доме.
В конце 1894 г. завещанные Белоградским суммы были приведены в известность (150 тысяч рублей), а дом на Колокольной улице был приспособлен для приюта. Однако круглых сирот офицерского звания долго не поступало в приют, несмотря на публикации, объявление в циркярах Главного штаба и уведомление о том Комитета о раненых, Красного и Белого Креста, и приют оставался долгое время пустым. Город, управа предполагала уже ходатайствовать об изменении желания завещателя в пользу детей «чиновников». К апрелю 1897 г. объявилось только 4 детей, подходящих под условия приёма в приют, но малое число кандидатов затрудняло комиссию открыть приют. Новых прошений не поступало, и Санкт-Петербургская городская дума решила ходатайствовать о разрешении городскому управлению в устроенный на средства Белоградского сиротский дом, при отсутствии кандидатов круглых сирот, принимать полусирот, детей штаб- и обер-офицеров, удовлетворяющих прочим условиям приёма. Вопрос оставался открытым до октября 1899 г., когда в приюте со штатом в 30 человек все места были заняты круглыми сиротами. Таким образом, понадобилось почти 50 лет, чтобы воля жертвователя была осуществлена.
Жена (с 06.02.1816) — Мария Павловна Собакина (ум. 22.04.1846), фрейлина двора, представительнице старинного боярского рода. 